# Moina micrura
Moina micrura är en kräftdjursart som beskrevs av Kurz 1874. Moina micrura ingår i släktet Moina och familjen Moinidae. Inga underarter finns listade i Catalogue of Life.